# Площі та вежі. Соціальні зв'язки від масонів до фейсбуку
Пло́щі та ве́жі. Соціа́льні зв'язки́ від масо́нів до фейсбу́ку (англ. The Square and the Tower: Networks and Power, from the Freemasons to Facebook) — книга британського історика, журналіста, політичного коментатора Ніла Фергюсона, бестселер New York Times. 5 жовтня 2017 року вперше опублікована видавництвом Penguin Group. У 2018 році перекладена українською мовою видавництвом «Наш формат» (перекладач — Катерина Диса).

## Про автора
Ніл Ферґюсон — старший науковий співробітник Стенфордського університету та Центру європейських студій Гарвардського університету, де протягом 12 років працював професором історії. Отримав книжкову нагороду Артура Росса за перший том біографії Генрі Кіссінджера і є багаторазовим призером та лауреатом нагород, засновник та керуючий директор компанії Greenmantle LLC, автор бестселерів «Еволюція грошей. Фінансова історія світу», «Цивілізація. Як Захід став успішним». Веде щотижневу колонку в газетах The Sunday Times та The Boston Globe.

## Огляд книги
«Площі та вежі» — це книга, що описує новий погляд на сучасний світ. Автор розповідає історію введення в широке використання поняття «мережа», аналізує генезис цього терміна: від XIX ст., коли він майже не використовувався та по сьогодні, звертаючись до таких деталей як кількість використань слова в статтях New York Times за перший тиждень 2017 року.
В дійсності, мережі існували завжди. Та чи правильно стверджувати, що багато конфліктів в історії стали результатом протистояння між владними ієрархіями та соціальними мережами? Фергюсон вважає, що історики приділяли занадто багато уваги ієрархіям, а от тема вільних соціальних мереж залишилась належним чином не дослідженою. На думку автора, причиною цього упущення стало те, що «традиційні історичні дослідження спираються на документи, сформовані саме ієрархічними утвореннями (наприклад, державами)».
На перший погляд, непомітні організаційні утворення відіграють важливішу роль у формуванні всесвітньої історії, ніж більшість істориків звикли вважати. Зосередившись на взаємодії «площ» (місця функціонування неформальних соціальних мереж) та «веж» (офіційні владні ієрархії), автор пропонує зовсім новий та докладний погляд на світ.

## Переклад
- Фергюсон, Ніл. Площі та вежі. Соціальні зв'язки від масонів до фейсбуку / пер. Катерина Диса. К.: Наш Формат, 2018. — 376 с. ISBN 978-617-7552-77-1